# Сельское поселение Подстёпки
Се́льское поселе́ние Подстёпки — муниципальное образование в Ставропольском районе Самарской области.
Административный центр и единственный населённый пункт — село Подстёпки.

## Население
| 2010    | 2012    | 2013    | 2014    | 2015  | 2016  | 2017  |
| ------- | ------- | ------- | ------- | ----- | ----- | ----- |
| 4931    | ↗5723   | ↗6607   | ↗7319   | ↗8157 | ↗9186 | ↗9944 |
| 2018    | 2019    | 2020    | 2021    |       |       |       |
| ↗10 530 | ↗11 438 | ↗12 107 | ↗15 455 |       |       |       |